# 陈韬文
陈韬文，中华人民共和国教育部长江学者讲座教授，香港中文大学新闻与传播学院教授，主要从事政治传播、国际传播、跨文化传播等方面的研究工作。

## 生平
陈韬文本科和硕士先后毕业于明尼苏达大学、香港中文大学，1986年在明尼苏达大学获得大众传播学博士学位，现任香港中文大学新闻与传播学院教授。